# John Winthrop

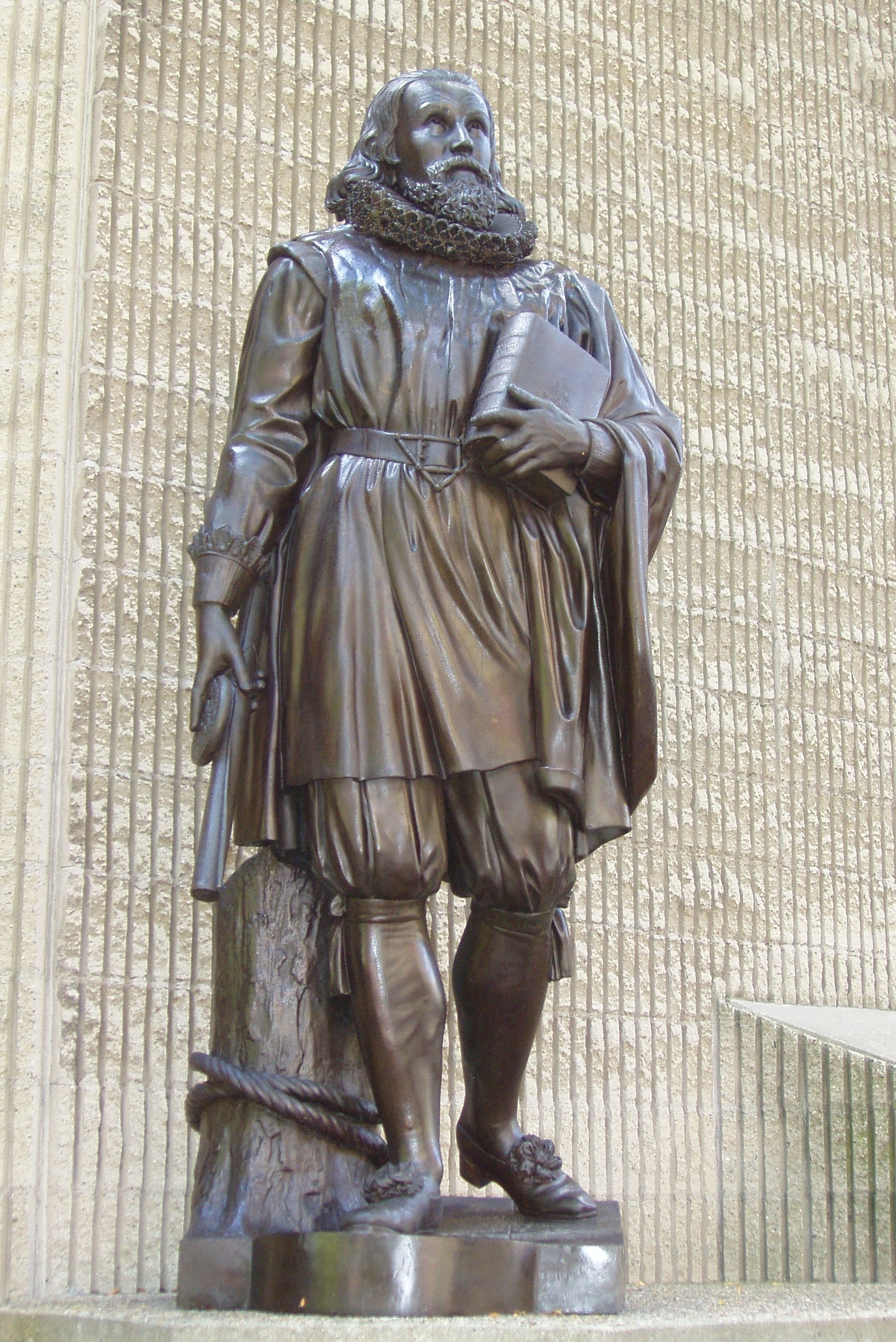
Richard Saltonstall Greenough szobra John Winthropról (1873)

John Winthrop (1587 v. 1588. január 12. – 1649. március 26.) Massachusetts gyarmat, majd Massachusetts állam kormányzója, a Dudley-Winthrop család tagja, a Royal Society tagja (fellow), az új-angliai protestantizmus meghatározó alakja.

## Jelentősége
Paul Johnson írja róla: "Éppen abban az időben, amikor Japánban kiirtották a kereszténységet, a presbiteriánusok és a kongregacionalisták elitista vallási államot hoztak létre Észak-amerikai keleti partjain. Ez volt az Európán kívüli kereszténység legnagyobb szabású és jószerivel egyetlen megvalósult kísérlete, s egyben az egyetlen eset, amikor a fennmaradt dokumentumoknak köszönhetően egy számottevő, független keresztény közösség létrejöttének szinte szemtanúi lehettünk. .. Winthrop kormányzó az Arbella fedélzetén tett atlanti-óceáni utazása során büszkén jegyezte fel: "Mert tudnunk kell, hogy hegytetőn épült város leszünk, s minden ember reánk függeszti tekintetét."